# Heraclia nobela
Heraclia nobela là một loài bướm đêm trong họ Noctuidae.